# Drepanogynis nicotiana
Drepanogynis nicotiana är en fjärilsart som beskrevs av Pierre E.L. Viette 1977. Drepanogynis nicotiana ingår i släktet Drepanogynis och familjen mätare. Inga underarter finns listade i Catalogue of Life.